# Rue des Gobelins
Ne doit pas être confondu avec Avenue des Gobelins ou Villa des Gobelins.
La rue des Gobelins est une voie du 13e arrondissements de Paris située dans le quartier Croulebarbe.

## Situation et accès
Reliant la rue Berbier du Mets à l'avenue des Gobelins, la rue des Gobelins est desservie par la ligne 7 à la station Les Gobelins.

## Origine du nom
La rue tient son nom actuel du voisinage de la manufacture des Gobelins qui identifie de nombreuses voies situées dans ce secteur. En effet, la première mention d'un Gobelin date du mois d'août 1443, lorsque Jehan Gobelin, vraisemblablement originaire de Reims d'une famille qui paradoxalement ne fabriqua aucune tapisserie, prit à loyer une maison rue Mouffetard à l'enseigne du cygne et quatre ans plus tard établit sur les bords de la Bièvre - coulant en ce temps-là à ciel ouvert - un atelier de teinture. Jehan Gobelin était donc, vers le milieu du XVe siècle, un teinturier de laine fort réputé pour ses rouges à l'écarlate, installé près d'un moulin, dans le faubourg Saint-Marcel, que l'on baptisa moulin des Gobelins en raison de l'importance de sa descendance.

## Historique
Cette voie, indiquée sous le nom de « rue de Bièvre » sur le plan de Saint-Victor de 1552, elle est citée sous le nom de « rue des Gobelins », « rue des Tainturiers » et « rue de Bièvre » dans un manuscrit de 1636. En 1787, la dénomination de cette rivière était ruisseau des Gobelins.
Vers 1621, cette rue est un asile pour de nombreux Huguenots placés sous la protection du gouverneur de Paris, le duc de Montbazon. 

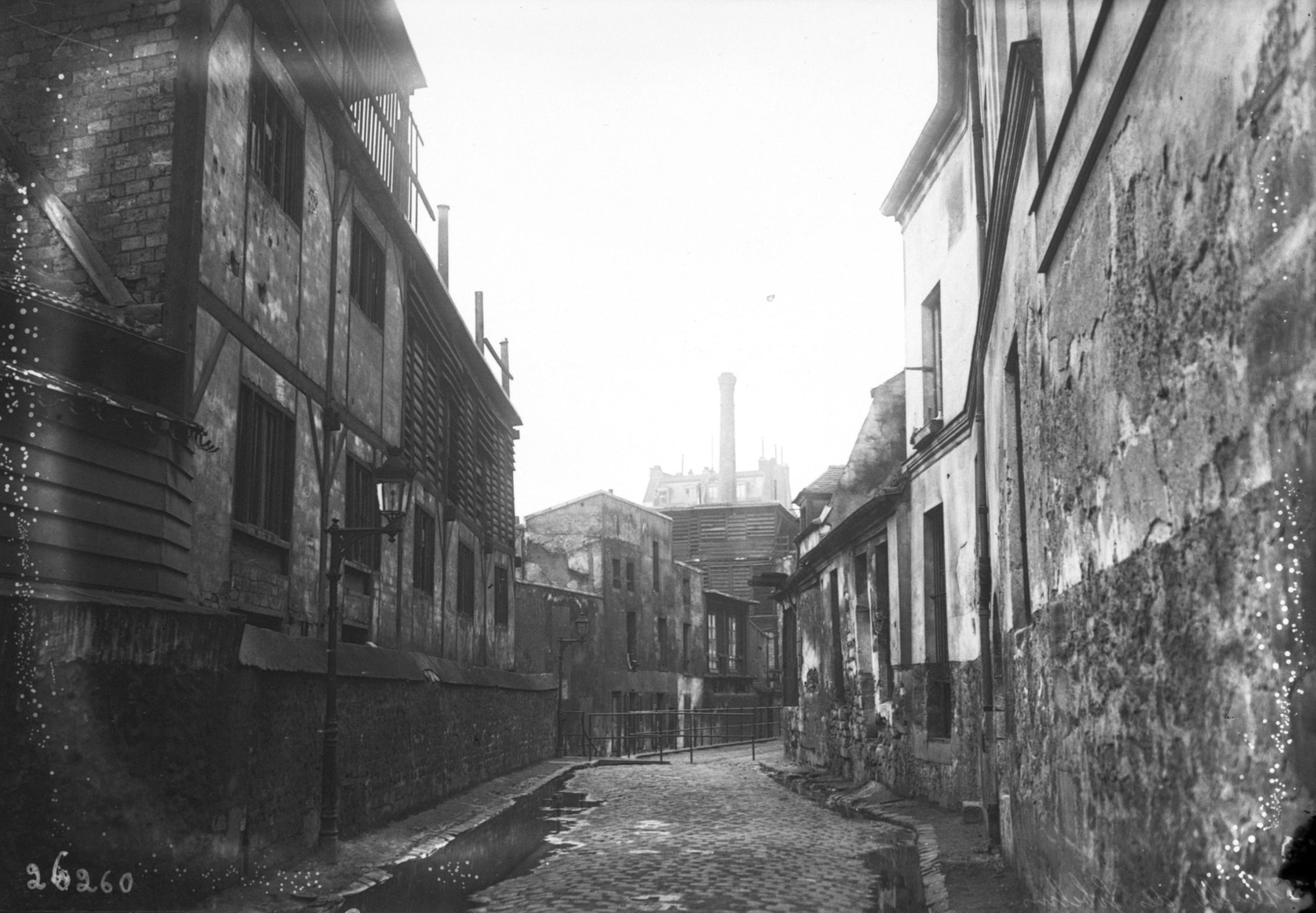
La ruelle des Gobelins (aujourd'hui rue Berbier-du-Mets) vers 1900, qui croise la rue des Gobelins.

## Bâtiments remarquables et lieux de mémoire
- No 3 : l’écrivain Auguste Vitu situe, à cet emplacement, l’hôtel de style Louis XIII, de monsieur de Julienne[2].
- No 3 bis : l'hôtel Mascarini, maison natale de Frédéric Passy, prix Nobel de la paix et accès à l'église évangélique des Gobelins.
- No 7 : ancienne mégisserie[3].

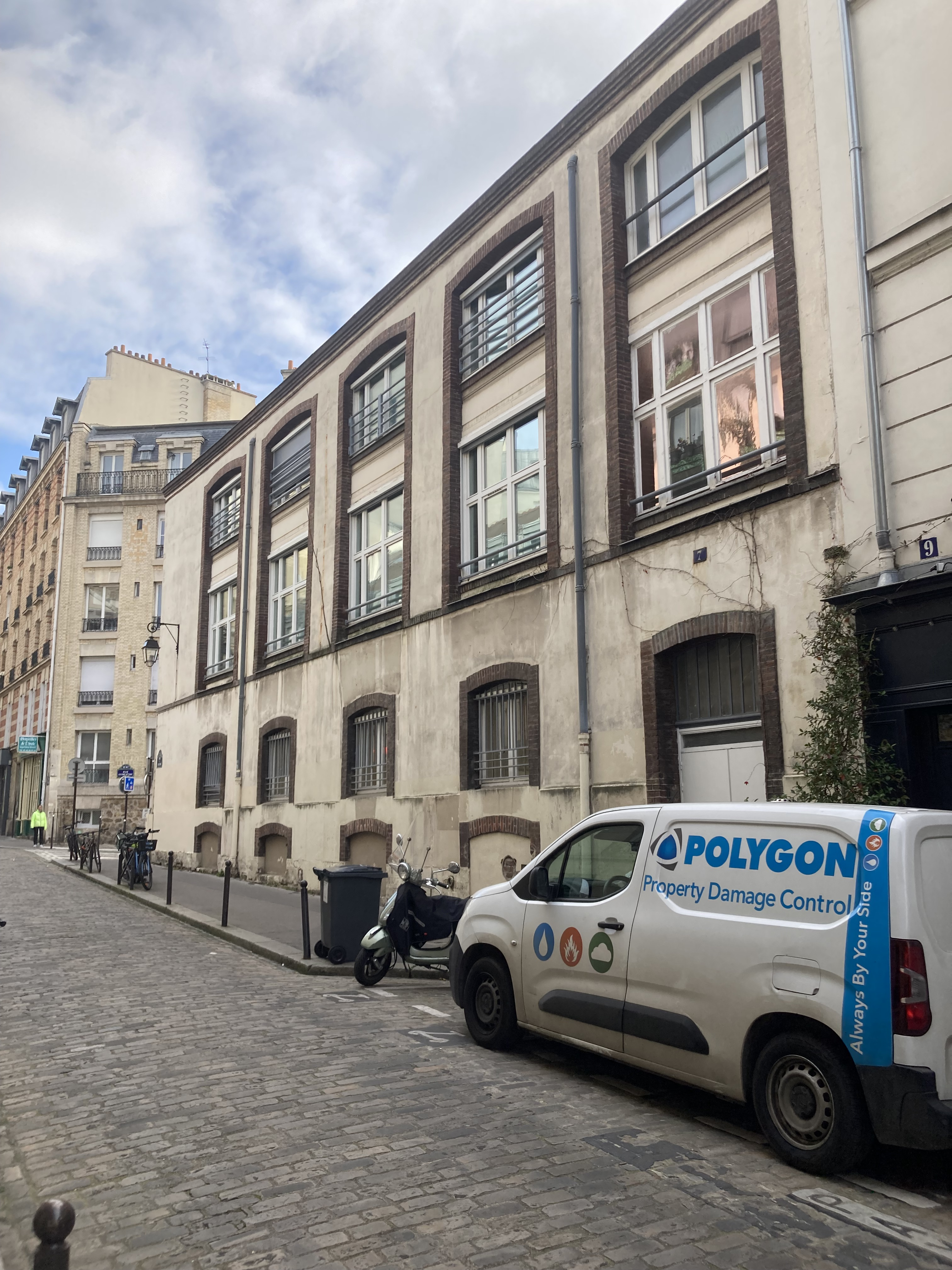
Ancienne mégisserie.
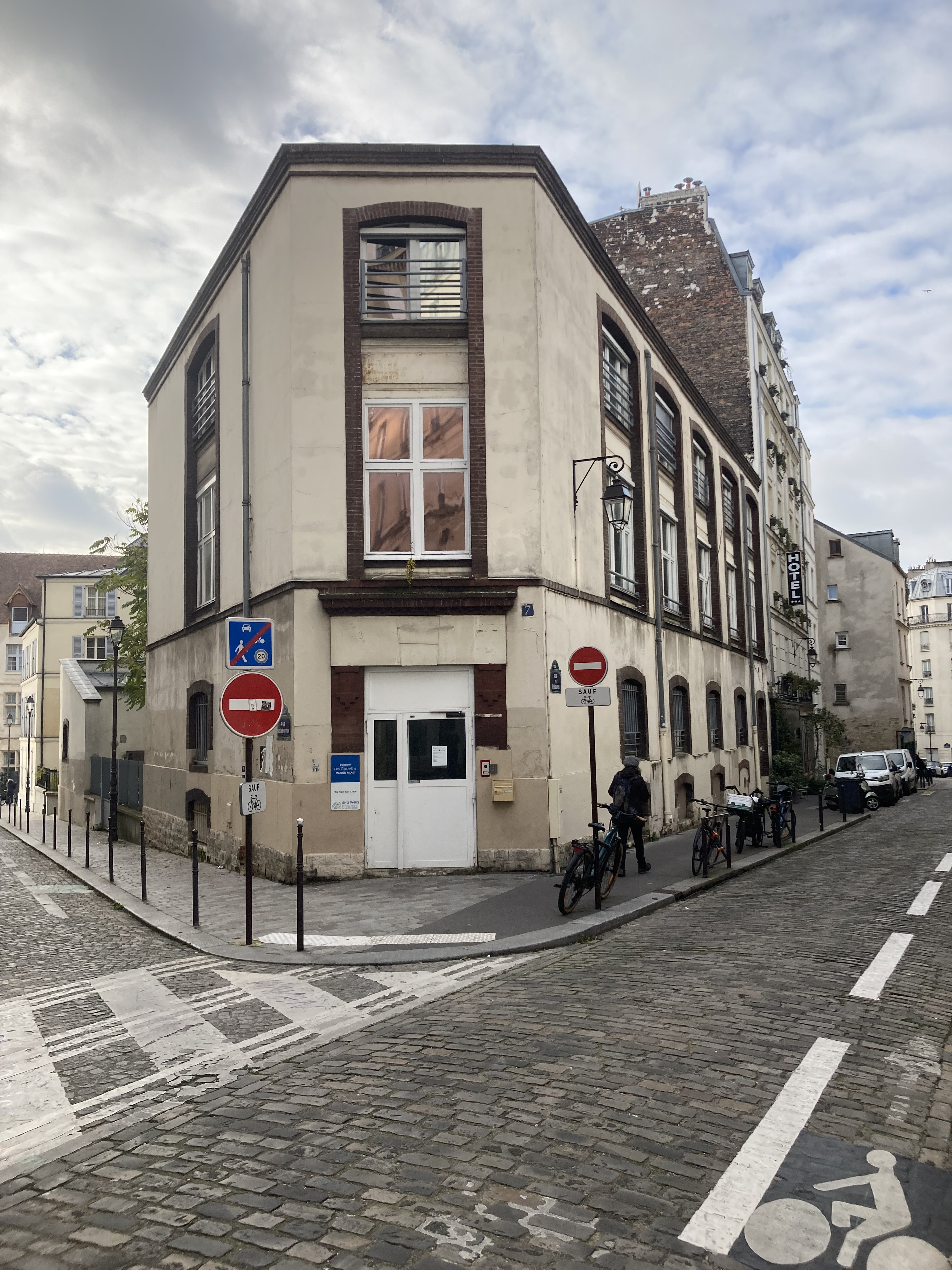
Ancienne mégisserie, à l'angle avec la rue Gustave-Geffroy.

- Nos 17-19 : l'un des bâtiments faisant partie de l'îlot de la Reine Blanche, dit « château de la Reine-Blanche[4] ». Au XIXe siècle, le n°19 est l'atelier d'un apprêteur de draps et le n°17 une tannerie. De style gothique, ces deux maisons comptent parmi les plus anciennes de Paris[5].
- No 20 : maison où est né en 1934 Bernard Cabrejas, l'un des pionniers de la plongée professionnelle en scaphandre autonome.

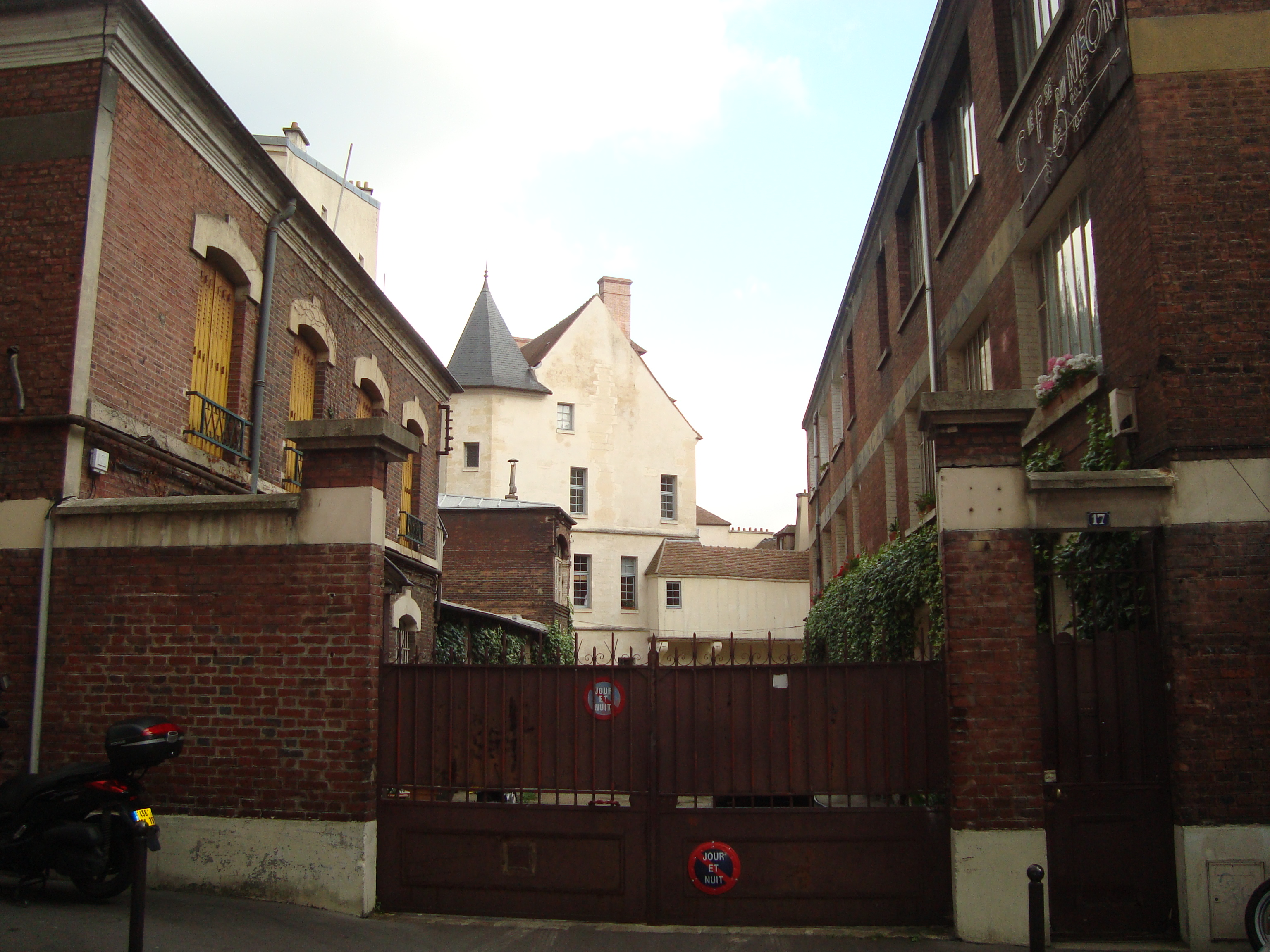
Vue du château de la Reine-Blanche, au no 17.
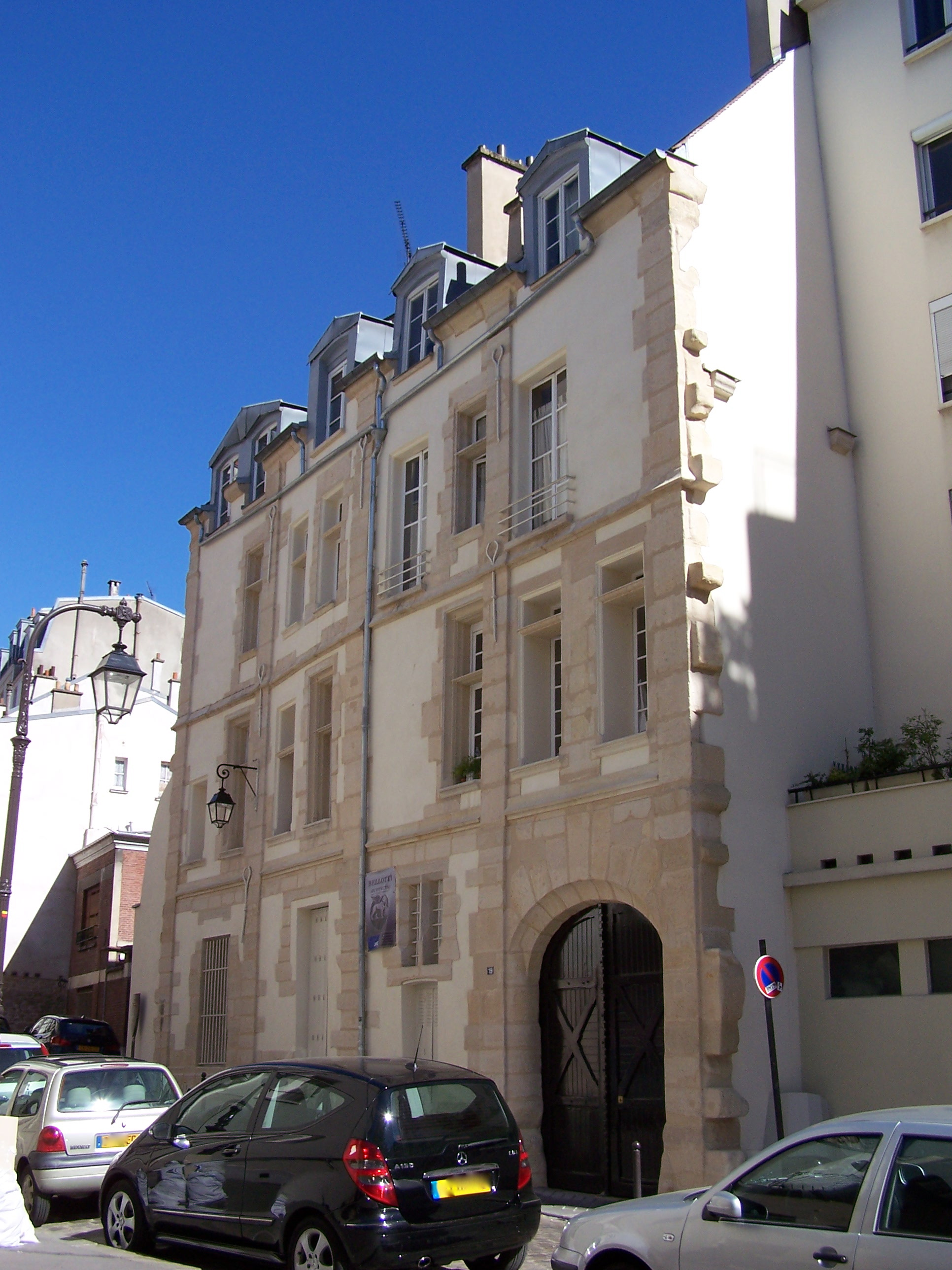
Vue de l'un des bâtiments de l'îlot de la Reine-Blanche, au no 19.

## Dans la littérature
Joris-Karl Huysmans évoque la rue dans La Bièvre.